# Salafismus in Deutschland
Der Salafismus in Deutschland ist, laut Einschätzung des Bundesamtes für Verfassungsschutz und einiger Landesbehörden für Verfassungsschutz, die gegenwärtig dynamischste islamistische Bewegung in Deutschland. Beim Salafismus handelt es sich um eine Richtung innerhalb des politischen Islam, die aus ihrer Perspektive Aspekte aus der Gründungszeit der Religion in den Vordergrund stellt. Die Verfassungsschutzbehörden kategorisieren den Salafismus als gefährliche und extremistische Ideologie, die versucht, durch intensive Propagandatätigkeit in Form der Daʿwa (Ruf zum Islam/Missionierung) die deutsche Gesellschaft entsprechend ihren Vorschriften zu missionieren und islamisieren.
Salafistische Organisationen stehen unter Beobachtung von Verfassungsschutzbehörden, denen zufolge beinahe alle bekannten islamistischen terroristischen Strukturen und Personen in Deutschland salafistischen Strömungen zuzurechnen sind.

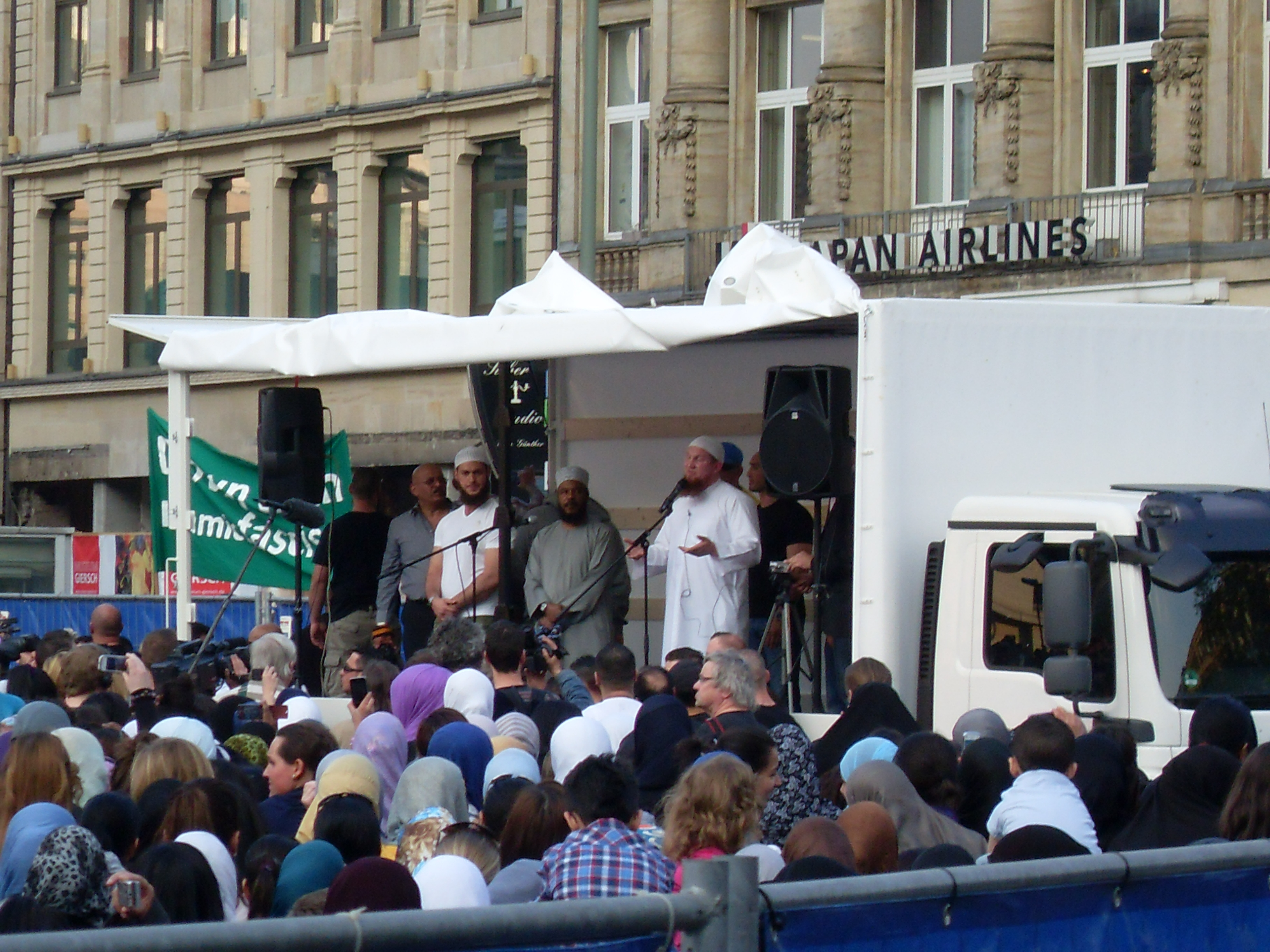
Salafistenversammlung 2011 in Koblenz, mit den bekannten Konvertiten Pierre Vogel und Bilal Philips als Redner.

## Ursprünge und Definition
Der neofundamentalistische Salafismus ist deutlich zu unterscheiden von den historischen Anfängen des Salafismus als modernistische Schule der Jahrhundertwende und anti-koloniale Bewegung. Nach der Enttäuschung in der arabischen Welt über die nationalistischen und sozialistischen Politikresultate, insbesondere über die Niederlage im Sechstagekrieg 1967 gegen Israel, und nach dem Aufkommen der Islamischen Revolution im Iran 1979, erfuhren religiöse Strömungen in den muslimischen Staaten einen enormen Auftrieb. Dabei formierte sich auch eine neue Salafiyya-Bewegung.
Diese heutige Salafiyya-Bewegung hat sich jedoch weit von der modernen Schule entfernt. Für die Einstellung der neuen Formation verwendet Olivier Roy den präziser definierten Begriff des Neofundamentalismus, der sehr heterogene Gruppen umfasst. Er ist zweigeteilt in einen konservativen Teil sowie einen dschihadistischen Flügel.
- Der erste geht zurück auf die vormoderne Salafiyya wahhabitischer Prägung und hat sein geistiges Zentrum heute dementsprechend in Saudi-Arabien.
- Der dschihadistische Salafismus ist militant.

Dabei werden heute Wahhabismus und Salafiyya teilweise austauschbar verwendet. Die Wahhabiten sind Teil der vormodernen Salafiyya und gehören auch zur zeitgenössischen Salafiyya; von der modernistischen Salafiyya waren sie zunächst stark unterschieden. Diejenigen Wahhabiten, welche den Bezug auf Muhammad bin Abd al-Wahhab in ihrer Selbstbezeichnung vermeiden möchten, bezeichnen sich ebenfalls als Salafis und nehmen für sich in Anspruch, den „ursprünglichen“ Islam zu praktizieren, da auch ihnen die „Salaf“ (die „Altvorderen“) als Autoritäten dienen.
Während die modernistische Salafiyya durch Rückbesinnung auf ursprüngliche Werte den Muslimen eine zivilisatorische Vorreiterrolle (wieder) verschaffen wollte/will, möchte der islamistische Neofundamentalismus die religiöse Zeituhr zurückdrehen und betrachtet die heutige Welt insgesamt als feindlich. Insofern steht er der Salafiyya der Jahrhundertwende diametral entgegen. Er gilt als die am schnellsten wachsende radikale Strömung des Islams. Es handelt sich um eine entterritorialisierte Bewegung, die losgelöst von jeder kulturellen „Verunreinigung“ die „wahre“ Religion praktizieren möchte.

## Tätigkeiten
Laut Verfassungsschutzbericht 2012 ist die Zahl der Salafisten in Deutschland von 3800 (2011) auf 4500 Personen im Jahr 2012 gestiegen. Benno Köpfer, Islamexperte beim Verfassungsschutz Baden-Württemberg, gab im Jahr 2010 drei- bis fünftausend Salafisten in Deutschland an, der Islamwissenschaftler Guido Steinberg sprach 2011 von vier- bis fünftausend Anhängern.
Dem Verfassungsschutz zufolge lebten im Oktober 2014 rund 6.300 Salafisten in Deutschland, davon 570 in Berlin. Im Mai 2016 sollen es 8350 sein davon 710 in Berlin. In Hamburg stieg die Zahl der Salafisten 2016 von 460 (Ende 2015) auf 670 (Ende 2016) auf 730 (Juni 2017).
Im September 2017 gab das Bundesamt für Verfassungsschutz ein Personenpotential von 10.300 Anhängern des Salafismus an. 3000 von ihnen wurden zu diesem Zeitpunkt in Nordrhein-Westfalen gezählt, darunter 780 als gewaltbereit eingestuft, wie der NRW-Verfassungsschutz mitteilte. Im Dezember 2017 war die Zahl der Salafisten in Deutschland nach Angaben des damaligen  Verfassungsschutzpräsidenten Hans-Georg Maaßen auf 10.800 gestiegen.
Laut Der Tagesspiegel „stellte der Verfassungsschutz 2019 bei dem radikalsten, größten und in Teilen gewaltorientierten Islamistenmilieu bundesweit einen Anstieg um 850 Personen auf 12.150 fest“ – das entspricht einem Anstieg um 7 % gegenüber dem Vorjahr.
Die Mehrzahl der salafistischen Einrichtungen in Deutschland ist nach Einschätzung des Bundesamtes für Verfassungsschutz dem politischen Salafismus zuzuordnen. Dieser stütze sich auf intensive Propagandatätigkeit. Demgegenüber glaubten Anhänger des jihadistischen Salafismus, ihre Ziele durch Gewaltanwendung realisieren zu können. Es gäbe bundesweit (Stand: 2012) etwa 100 bis 150 vom Verfassungsschutz als „Gefährder“ bezeichnete Menschen, die tatsächlich zu Attentätern werden könnten. Dazu gehört, unter anderem, die Lohberger Brigade.
Nicht zuletzt aufgrund zahlreicher Todesfälle im Rahmen des syrischen Bürgerkriegs ist die salafistische Szene in Deutschland nach dem Stand von Ende 2020 gegenüber früheren Zeiten mittlerweile geschrumpft.

### Vereine
Zu den bekannteren radikalen Vereinen zählen beispielsweise das 2005 verbotene Multikulturhaus sowie das im September 2007 aufgelöste Islamische Informationszentrum (IIZ) im Großraum Ulm/Neu-Ulm. Der Verein Einladung zum Paradies (EZP), der zu den Salafisten gerechnet wird, wurde wegen seiner diskriminierenden Haltung gegenüber Frauen und Homosexuellen vom Verfassungsschutz beobachtet. Zu diesem Verein gehört auch der deutsche Konvertit Pierre Vogel, der besonders durch Video-Predigten im Internet missioniert. 2011 löste sich der Verein auf.

### Missionierung und Propaganda
Neben der Internet-Propaganda hat seit 2012 die Missionsaktivität radikal-islamistischer Salafismusprediger wie Ibrahim Abou-Nagie im gesamten Bundesgebiet deutlich zugenommen, Schwerpunkte liegen in Nordrhein-Westfalen, Frankfurt am Main, Ulm und Berlin. Ziel der intensivierten Anstrengungen ist es laut Behörden des Verfassungsschutzes „Konversionen zum Islam salafistischer Prägung herbeizuführen und damit diese Form des religiös motivierten Extremismus in Deutschland weiterzuverbreiten.“
Über die Osterfeiertage 2012 verteilten Salafisten in 35 deutschen Städten kostenlose Ausgaben des Koran. In der von Abou-Nagie geleiteten Kampagne wurden nach Schätzungen bislang dreihunderttausend Exemplare verteilt. Verteilungsverbote einiger Städte wurden von salafistischen Helfern umgangen. Laut einer Umfrage von Info GmbH heißen zwei Drittel der jungen Türken in Deutschland die Verteilungsaktion gut, während ein ebenso großer Anteil bei den über 50-Jährigen die Aktion ablehnt. Bei den 30- bis 49-Jährigen überwiegt geringfügig die Ablehnung.

### Verbindung zum Terrorismus
Im Rahmen der Innenministerkonferenz im Juni 2011 warnten die deutschen Innenminister vor den Gefahren des zeitgenössischen, neofundamentalistischen Salafismus. Zum Abschluss des Treffens meinte der hessische Staatsminister des Inneren und Vorsitzende der Innenministerkonferenz, Boris Rhein, der Salafismus sei der „Nährboden für islamistischen Terrorismus.“ Nach Kenntnissen des Verfassungsschutzes „sind fast alle hier (in Deutschland) bisher identifizierten terroristischen Netzwerkstrukturen und Einzelpersonen salafistisch geprägt bzw. haben sich in salafistischen Milieus entwickelt“. So waren alle Terroristen des 11. September 2001 Salafisten, genauer gesagt dschihadistische Salafisten, darunter auch die drei Selbstmordattentäter der Hamburger Zelle. Auch die Mitglieder der Sauerland-Gruppe und deutsche Dschihadisten wie Eric Breininger sind dem fundamentalistisch-salafistischen Umfeld zuzuordnen. Im März 2013 wurden in Leverkusen, Bonn und Essen vier mutmaßliche Salafisten verhaftet, die einen Mordanschlag auf den Vorsitzenden der Bürgerbewegung pro Köln Markus Beisicht vorbereitet hatten. Dass der Salafismus die Durchgangsstation zum Terrorismus sei, sagte Verfassungsschutzpräsident Hans-Georg Maaßen im Juni 2013.
Diese Position wird in der Forschung zunehmend kritisch hinterfragt. So halten etwa die Wissenschaftler Klaus Hummel und Michael Logvinov die „gefährliche Nähe“ zwischen Salafismus und Terrorismus in weiten Teilen für konstruiert. Die Salafismusanalyse sei von einem versicherheitlichten Paradigma bestimmt, das durch eine Politisierung und Dramatisierung gekennzeichnet sei. Es werde die Vorstellung von einem salafistischen Kollektivakteur transportiert, was der Vielschichtigkeit salafistischer Strömungen nicht gerecht werde. Angesichts des Bedrohungsszenarios trete die Unterscheidung zwischen Gewalt befürwortenden und Gewalt ablehnenden Salafisten in den Hintergrund. Zwar gebe es eine Nähe zwischen dschihadistischen Gewaltakteuren und einem salafistischen Umfeld, dem sie entstammten oder dessen Sprache sie sprächen. Logvinov und Hummel halten es aber für wahrscheinlicher, dass salafistische Milieus vielmehr die Zielgruppe dschihadistischer Einflussnahme darstellen. Darüber hinaus suggeriere die Versicherheitlichung des Phänomens Salafismus, dass politisch motivierte Gewalt nur aus einer Ideologie oder einer religiösen Gemeinschaft heraus erklärt werden könne, wobei die Bedeutung sozialer Radikalisierungsprozesse vernachlässigt werde. Die Konfliktforschung habe aber gezeigt, dass Gewalt und Ideologie auf vielfältige Weise miteinander korrespondieren, weshalb sich Radikalisierungsprozesse unterschiedlich gestalten können. Letztlich gebe es nur wenige fundierte Erkenntnisse darüber, wann Individuen zu Gewalthandeln bereit seien oder dieses billigen. Eine undifferenzierte Gleichsetzung von Salafismus und Terrorismus als zwei Seiten derselben Medaille sei aber kontraproduktiv, da man Salafisten somit in die Arme der radikalen „Versteher“ und „Kümmerer“ treibe. Außerdem würden damit die moderaten Positionen innerhalb des Milieus geschwächt.

## Verbote

### Verbotsdebatten
Der Vorsitzende der Innenministerkonferenz Boris Rhein wertete im Juni 2011 den Salafismus als „ein Integrationshemmnis allererster Güte. Was Salafisten predigen, konterkariert sämtliche Integrationsbemühungen.“ Rhein forderte eine Änderung des Aufenthaltsgesetzes, um Hassprediger leichter abschieben zu können, und eine aktive Mitarbeit von muslimischen Verbänden bei der Bekämpfung des radikalen Salafismus.
Radikale und islamistische Ausprägungen des Islam wie der zeitgenössische Salafismus sollen in Deutschland unter Mitwirkung von islamischen Verbänden wie des Koordinationsrates der Muslime in Deutschland und der Türkisch-Islamischen Union der Anstalt für Religion (DİTİB) durch „Präventionsgipfeltreffen“ eingedämmt und verhindert werden. Nicht nur von Sicherheitsbehörden, auch von muslimischen Organisationen in Deutschland werde eine pauschalisierende, negative Haltung der deutschen Mehrheitsgesellschaft gegenüber Muslimen durch die Aktivitäten neofundamentalistischer Salafisten wahrgenommen.
Nach gewalttätigen Ausschreitungen am Rande einer Pro-NRW-Demonstration in Bonn, bei der zwei Polizisten durch Messerstiche schwer verletzt wurden, bezeichnete Bundesinnenminister Hans-Peter Friedrich im Mai 2012 die beteiligten Salafisten als „Ideologen, die unsere freiheitlich-demokratische Grundordnung gefährden“ und kündigte die Prüfung von Verboten salafistischer Vereine in Deutschland an. Der Zentralrat der Muslime in Deutschland verurteilte die Gewalt der islamistischen Demonstranten. Die Generalsekretärin des Zentralrats Nurhan Soykan erklärte: „Wir distanzieren uns ausdrücklich von gewaltbereiten Muslimen, die zur Selbstjustiz anstacheln und die Polizei angreifen.“ Im Rahmen der Aktion „Vermisst“ sagte Friedrich, dass das Innenministerium und er den Salafismus bekämpfen. Die Debatte wird von einigen Sozialwissenschaftlern kritisch betrachtet.

### Verbot von Millatu Ibrahim und Ermittlungsverfahren
Mit Verfügung vom 29. Mai 2012 erließ Innenminister Friedrich ein erstes Verbot gegen das islamistische Netzwerk Millatu Ibrahim aus Solingen. Gleichzeitig fanden groß angelegte Razzien in sieben Bundesländern statt, bei denen die Polizei Objekte radikaler Salafisten durchsuchte. Gegen zwei weitere Gruppierungen, Dawa FFM und Die wahre Religion, wurden vereinsrechtliche Ermittlungsverfahren eingeleitet.
Mit einer Videobotschaft rief Denis Cuspert, untergetauchter Anführer der verbotenen Gruppe Millatu Ibrahim, seine Glaubensbrüder zum Heiligen Krieg auf: „Setzt euch ein für den Dschihad, wandert aus oder führt ihn hier durch.“ In seiner Botschaft wandte sich der Salafistenführer an die Bundeskanzlerin, den Innenminister und Außenminister. „Wir werden den Dschihad in eure Länder bringen“, heißt es in dem Video, in dem mit Anschlägen in Deutschland gedroht wird. „Ihr setzt Millionen und Milliarden ein für den Krieg gegen den Islam. Und deshalb ist dieses Land hier, die Bundesrepublik Deutschland, ein Kriegsgebiet“, sagte Cuspert. Am 5. Mai 2012 war Cuspert an den Ausschreitungen bei einer Demonstration in Bonn beteiligt, bei welchen einige Polizisten durch Messerstiche verletzt wurden. Nach dem Verbot seiner Gruppe soll er sich mit zahlreichen gewaltbereiten Anhängern in Ägypten aufgehalten haben. Im Sommer 2013 befand sich Cuspert nach Presseberichten im syrischen Bürgerkrieg zusammen mit weiteren Dschihadisten im Kriegseinsatz und wurde Anfang September bei einem Luftangriff verwundet.

### Verbot von DawaFFM und Islamische Audios sowie von An-Nussrah (Teilorganisation von Millatu Ibrahim)
Am 13. März 2013 hat der Bundesminister des Innern die salafistischen Vereine DawaFFM und Islamische Audios sowie An-Nussrah als Teilorganisation von Millatu Ibrahim verboten und aufgelöst. Die Vereine „richteten sich gegen die verfassungsmäßige Ordnung und gegen den Gedanken der Völkerverständigung“. Am 26. März 2015 verbot er zudem den jihadistischen Verein Tauhid Germany als Ersatzorganisation von Millatu Ibrahim.

### Verbot der Vereinigung Die wahre Religion aliasStiftung Lies!
Verbunden mit über 190 Hausdurchsuchungs- und Beschlagnahmemaßnahmen in zehn Bundesländern trat am 15. November 2016 das Verbot der Vereinigung Die wahre Religion alias Stiftung Lies! in Kraft.

„DWR richtet sich gegen die verfassungsmäßige Ordnung sowie gegen den Gedanken der Völkerverständigung. Das heutige Verbot zielt nicht auf die Werbung für oder die Verbreitung des islamischen Glaubens oder die Verteilung von Koranen oder Koranübersetzungen. Verboten wird der Missbrauch einer Religion durch Personen, die unter dem Vorwand sich auf den Islam zu berufen, extremistische Ideologien propagieren und terroristische Organisationen unterstützen.“

### Verbot des Kultur- und Familienvereins Masjidu-l-Furqan in Bremen
Bremen gilt als Hochburg des Salafismus in Deutschland. Der Bremer Innensenator sprach gegen den Kultur- und Familienverein e. V. (KuF), der auch unter der Bezeichnung Masjidu-l-Furqan auftrat, am 6. Januar 2015 ein Vereinsverbot aus. Der Verein verstoße gegen die freiheitliche demokratische Grundordnung und gegen den Gedanken der Völkerverständigung, so die Begründung. Rund 200 Polizisten hatten im Dezember 2014 das Gebäude des Vereins im Bremer Stadtteil Gröpelingen und mindestens 15 Privatwohnungen durchsucht. Ferner sollen konkrete Verbindungen zum Terrorismus bestanden haben.

## Bewertung durch liberale Muslime
Von Vertretern liberaler Bewegungen im Islam wie der Islamwissenschaftlerin Lamya Kaddor werden die Positionen und die Missionierungsversuche salafistischer Aktivisten abgelehnt. Kaddor fühlt sich durch salafistische Missionierungsaktionen und Koranverteilungsaktionen in ihrer Arbeit „um mindestens 20 Schritte zurückgeworfen“.

## Bekannte Anhänger
- Abdul Adhim Kamouss[50]
- Bernhard Falk[51]
- Denis Cuspert[51]
- Hassan Dabbagh[51]
- Ibrahim Abou-Nagie[51]
- Muhamed Ciftci[51]
- Pierre Vogel[51]
- Reda Seyam[51]
- Sven Lau[51]

## Reportagen und Dokumentarfilme
- Eric Beres, Fritz Schmaldienst: Im Netz von Salafisten – Die Story im Ersten. ARD, 16. Juli 2012, 45 Minuten, Produktion SWR (online).
- Salafisten-Vorschlag: Köpfen, Steinigen, Handabschlagen. Spiegel-TV-Reportage, 20. September 2010, ca. 10 Minuten (online).
- Salafisten-Szene im Deutschland. Spiegel TV-Magazin, 8. Mai 2011, 18 Minuten (online).
- Peter Gerhardt, Ilyas Meç, Ahmet Senyurt: Sterben für Allah? Der Weg deutscher Gotteskrieger nach Syrien. Dokumentarfilm, Hessischer Rundfunk, Erstveröffentlichung 4. August 2014, 30 Minuten.[52]